# Already There
«Already There» — песня американской группы христианского рока Casting Crowns, вышедшая 15 октября 2012 года в качестве второго сингла из пятого студийного альбома Come to the Well (2011). Трек написан Марком Холлом, Берни Хелмсом и Мэтью Уэстом и спродюсирован Марком А. Миллером.

## История
Вокалист Casting Crowns Марк Холл описал лирическое послание песни «Already There» как относящееся к концепции, что «Бог уже сидит в конце вашей жизни и оглядывается на неё». Он связал лирическую тему «Already There» со своим детским опытом на ежегодном параде в родном городе. Его отец каждый год брал их с сестрой на парад только по одной причине — чтобы увидеть парадный флаг Санта-Клауса. Однако, будучи маленьким ребёнком, Холл не мог увидеть больше одного плаката за раз. Холл рассказывал, что хотел бы подняться на вершину здания, чтобы видеть, когда приедет Санта-Клаус, а не предугадывать, когда он приедет. Холл сравнил это с Божьим взглядом на время, сказав, что Бог находится вне времени и уже в конце смотрит на вашу жизнь. Что действительно заставило его написать эту песню, чтобы она пришла на ум: он удочерил китайскую девочку по имени Мика Хоуп. У девочки были особые потребности, ей требовалась операция, и пока шли эти операции, Холл получал послания от Бога: «Я уже там, независимо от того, что на них обрушивается, Он уже там».

## Отзывы
Песня «Already There» получила положительные отзывы от музыкальных критиков. Джеймс Кристофер Монгер из Allmusic назвал её «приятным, эмоциональным моментом» по сравнению с другими треками в середине альбома Come to the Well, которые, по его мнению, были «нагромождены». Натаниэль Шекснайдер из Jesus Freak Hideout оценил «зажигательную основу» песни, считая, что она может стать радиосинглом. Линдси Уильямс из Gospel Music Channel сочла, что «Already There» — одна из лучших в альбоме, похвалив её звучание и «убедительный текст». Она также сравнила вступление песни с песней U2 «Beautiful Day». Барри Вестман из Worship Leader выразил мнение, что песня является примером «знакомого поп-рока, который мы все полюбили» и будет материалом, который «очень понравится усердным фанатам».

## Чарты
| Чарт (2012—2013)                 | Высшая позиция |
| -------------------------------- | -------------- |
| Billboard Christian AC Indicator | 7              |
| Billboard Hot Christian AC       | 10             |
| Billboard Hot Christian Songs    | 12             |
| Billboard Christian Soft AC      | 15             |
| Billboard Christian Hot AC/CHR   | 27             |